# Riccardo Zegna
Riccardo Zegna (* 7. Juli 1946 in Turin) ist ein italienischer Pianist und Komponist des Modern Jazz.

## Leben
Riccardo Zegna stammt aus einer Musikerfamilie. Als Kind tourte er mit dem kleinen Orchester seines Vaters Ilario und spielte dabei die Congas. Mit fünf Jahren begann er Schlagzeug zu spielen, mit 13 Klavier, später auch Clavicembalo. Sein Klavierdiplom machte er 1970 am Paganini-Konservatorium von Genua. Nach einer anfänglichen klassischen Karriere wechselte er 1976 zum Jazz.
In der Folge arbeitete er mit bekannten italienischen und US-amerikanischen Jazzmusikern zusammen. So spielte er in den 1970er und 1980er Jahren u. a. mit Buddy Tate, Bob Berg, Bob Haggart, Gil Goldstein, Lee Konitz, George Coleman, Pepper Adams und Steve Grossman. Auf Einladung des Tenorsaxofonisten Paul Jeffrey trat er 1999 in New York im Savoy Club und an der Duke University in Durham, North Carolina, auf. Er hat auf zahlreichen wichtigen Festivals gespielt und viele Einspielungen auch von Eigenkompositionen aufzuweisen. Sein erstes Soloalbum Andalusa (1996) ist von Musiker- und Kritikerkreisen sehr gelobt worden. 1999 stellte er mit dem Klarinettisten Gabriele Mirabassi eine eigene Gruppe zusammen, mit der er eigene Kompositionen einspielte. Dabei experimentierte er mit einer Mischung aus Kammermusik und Jazz. Ergebnis der Zusammenarbeit waren die beiden Alben „Piccolo Valzer“ und „Barcarola“ für das Label Egea. 2001 hat er in Wien in einer Liveübertragung für den ORF im Duo mit dem deutschen Saxofonisten Klaus Gesing gespielt.
Zegna unterrichtete lange bei den Jazz-Sommerkursen in Siena und hatte einen Lehrstuhl für Jazz am Konservatorium von Cuneo inne. 2011 erschien sein Soloalbum Monk-A-Ning.

## Diskographische Hinweise
- Andalusa Solo (Splas(h), 1997)
- Piccolo Valzer mit Gabriele Mirabassi und Pietro Tonolo (Egea, 2000)
- Monk-A-Ning Solo (Egea, 2011)